# نمذجة الشبكة الأيضية

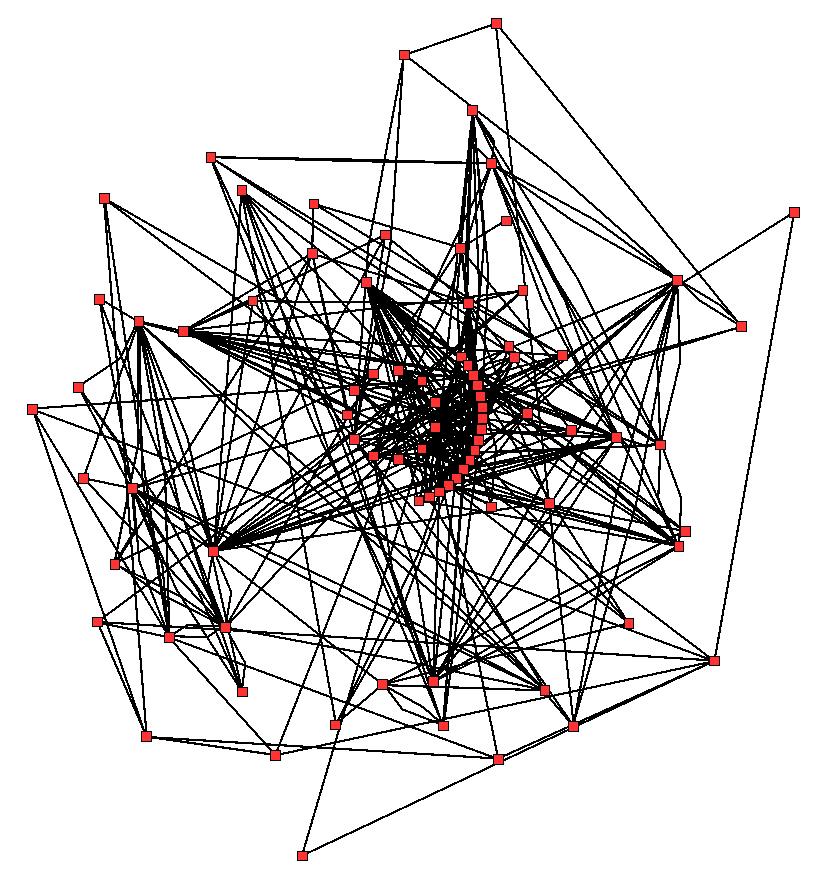
شبكة أيضية تظهر التفاعلات بين الإنزيمات والنواتج الأيضية (الأيضات) في دورة حمض الستريك لنبات رشاد أذن الفأر. الإنزيمات والنواتج الأيضية هي النقط الحمراء والتفاعلات التي تحصل بينها ممثلة بالخطوط.

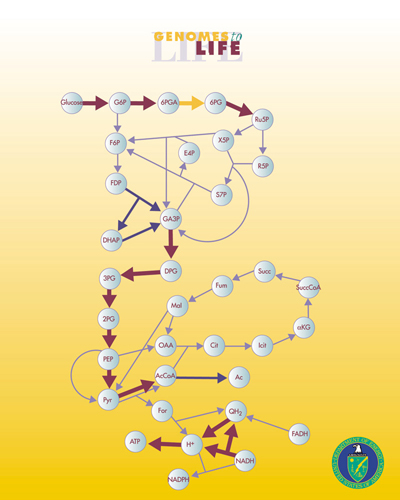
نموذج الشبكة الأيضية للإشريكيا القولونية.

إعادة بناء وتحفيز شبكة الأيض يسمح بنظرة في العمق إلى الآليات الجزيئية لكائن حي معين. وبالتحديد, فإن هذه النماذج تربط الجينوم بعلم وظائف الأعضاء الجزيئي.